# Эль-Маргаб (муниципалитет)
Эль-Маргаб (араб. المرقب‎) — административный район в Ливии. Административный центр — город Хомс. Население 432 202 человек (2006 год).

## Географическое положение
На севере Эль-Маргаб омывается водами Средиземного моря. Внутри страны граничит со следующими муниципалитетами: Мисурата (восток), Эль-Джабал-эль-Гарби (запад), Триполи (северо-запад).